# Giải Kim Kê lần thứ 34
Giải Kim Kê lần thứ 34 vinh danh những bộ phim Hoa ngữ xuất sắc nhất được trình chiếu trong giai đoạn 2020–2021. Lễ trao giải được tổ chức tại Hạ Môn, Trung Quốc và được phát sóng bởi CCTV-6.

## Chiến thắng và đề cử
| Phim điện ảnh xuất sắc nhất | Đạo diễn xuất sắc nhất |
| --- | --- |
| - Người giữ đảo - Bác sĩ Trung Quốc - Tôi và quê hương tôi - Chị gái tôi - Nhà cách mạng - Phía trên vách núi | - Trương Nghệ Mưu – Phía trên vách núi - Doãn Lực – A Hustle Bustle New Year - Hoàng Kiến Tân, Trịnh Đại Thánh – 1921 - Hàn Duyên – Tặng bạn một đóa hoa đỏ nhỏ - Lộ Dương – Ám sát tiểu thuyết gia |
| Nam chính xuất sắc nhất | Nữ chính xuất sắc nhất |
| - Trương Dịch – Phía trên vách núi - Vu Hòa Vỹ – Phía trên vách núi - Dịch Dương Thiên Tỉ – Tặng bạn một đóa hoa đỏ nhỏ - Quách Hiểu Đông – Cha tôi Tiêu Dụ Lộc - Lưu Diệp – Người giữ đảo | - Trương Tiểu Phỉ – Xin chào, Lý Hoán Anh - Lưu Hạo Tồn – Tặng bạn một đóa hoa đỏ nhỏ - Lưu Mẫn Đào – Tạm biệt nhé, thiếu niên - Trương Tử Phong – Chị gái tôi                                      |
| Nam phụ xuất sắc nhất | Nữ phụ xuất sắc nhất |
| - Phạm Vỹ – Một Giây - Chu Á Văn – Bác sĩ Trung Quốc - Lưu Bồi Thanh – Bát bộ sa - Tiêu Ương – Chị gái tôi - Phạm Vỹ – Một giây - Tạ Đình Phong – Nộ hỏa: Trọng án | - Chu Viện Viện – Chị gái tôi - Đinh Liễu Nguyên – Cha của tôi Tiêu Dụ Lộc - Lưu Giai – Xin chào, Lý Hoán Anh - Châu Dã – 1921 - Tác Lãng Vượng Mẫu – Phấp phới theo gió                            |
| Đạo diễn mới xuất sắc nhất | Phim điện ảnh kinh phí vừa và nhỏ xuất sắc nhất |
| - Đán Chân Vượng Giáp – Tuỳ phong phiêu tán - Vu Phi – Little Canned Men - Bảo Âm Cách Tây Cách – Cáp nhật phu - Giả Linh – Xin chào, lý hoán anh | - Con cá dưới băng - Bát bộ sa - Hựu kiến nại lương - Cáp nhật phu - Gone With the Wind - Tùy phong phiêu tán                                                                                       |
| Kịch bản xuất sắc nhất | Biên tập xuất sắc nhất |
| - Dư Hy, Hoàng Hân, Triệu Ninh Vũ – 1921 (kịch bản gốc) - Trương Lực – Con cá dưới băng - Trần Lực, Đinh Hàm, Triệu Triết Ân – Người giữ đảo (kịch bản gốc) - Cao Mãn Đường, Lý Duy – Cha của tôi Tiêu Dụ Lộc (cải biên) - Mai Đóa, Đăng Ba Đạt Cát, Trạch Nhượng Thát – Tuỳ phong phiêu tán (cải biên) - Quản Hổ, Ngô binh, Trương kha, Kinh du – Nhà cách mạng (kịch bản gốc) | - Chung Vỹ Chiêu – Chuyên gia xử lý bom - Vại Bách Dương – 1921 - Chu Lợi Uân, Chu Lâm – Ám sát tiểu thuyết gia - Dương Hồng Vũ – Nhà cách mạng - Chu Nguyên – Về nhà tại một điểm                  |
| Quay phim xuất sắc nhất | Giám đốc mỹ thuật xuất sắc nhất |
| - Triệu Tiểu Đinh – Phía trên vách núi - Triệu Hiểu Thì – Không có tháng năm nào đáng quên - Chung Nhuệ – Tặng bạn một đóa hoa đỏ nhỏ - Tào Úc – 1921 - Hàn kỳ Danh – Ám sát tiểu thuyết gia | - Quắc Đình Tiêu – Nhà cách mạng - Lý Miểu – Ám sát tiểu thuyết gia - Lý Bằng – Con cá dưới băng - Lâm Mộc – Trên vách đá - Lâm Triều Tường – Một giây                                              |
| Nhạc phim hay nhất | Thu âm xuất sắc nhất |
| - Trần Quang Vinh, Trần Vĩnh Kiện – Bác sĩ Trung Quốc - Vu Phi – Ám sát tiểu thuyết gia - Dương Nhất Bác – Cha của tôi Tiêu Dụ Lộc - Cao Tiểu Dương – Chị gái tôi - Đậu Bằng – Nhà cách mạng | - Đào Kinh – Một giây - Vương Cương, Lưu Hiểu Toa, Hùng Nghệ – Ám sát tiểu thuyết gia - Dương Giang, Triệu Nam – Phía trên vách núi - Dương Thiến Dịch – 1921 - Chu lỗi, Vũ Lỗi – Chị gái tôi       |
| Phim hoạt hình xuất sắc nhất | Phim dành cho thiếu nhi xuất sắc nhất |
| - Bạch xà 2: Thanh xà duyên khởi - Lập thu - Ước nguyện thần long - Tế Công chi Hàng Long hàng thế - Người đáng yêu nhất | - Tạm biệt! thiếu niên - Little Canned Men - Hồng Tiêm Tiêm |
| Phim hí khúc Trung Quốc hay nhất | Phim tài liệu hay nhất: |
| - Nam việt quan từ - Tam tích huyết - Tứ lang tham mẫu - Bao Công tam khám hồ điệp mộng - Tân thiết cung duyên | - Thế hệ sau 90s - Đi bộ cùng nhau - Đại học - Quang ngữ giả - Tuyệt quá! vị thành niên |
| Phim nói tiếng nước ngoài xuất sắc nhất | Giải đặc biệt của Ban giám khảo |
| - The Father - Pinocchio - Persian Lessons - Wolfwalkers - Happy Old Year | - Tôi và quê hương tôi. |